# Prieuré de Saint-Généroux

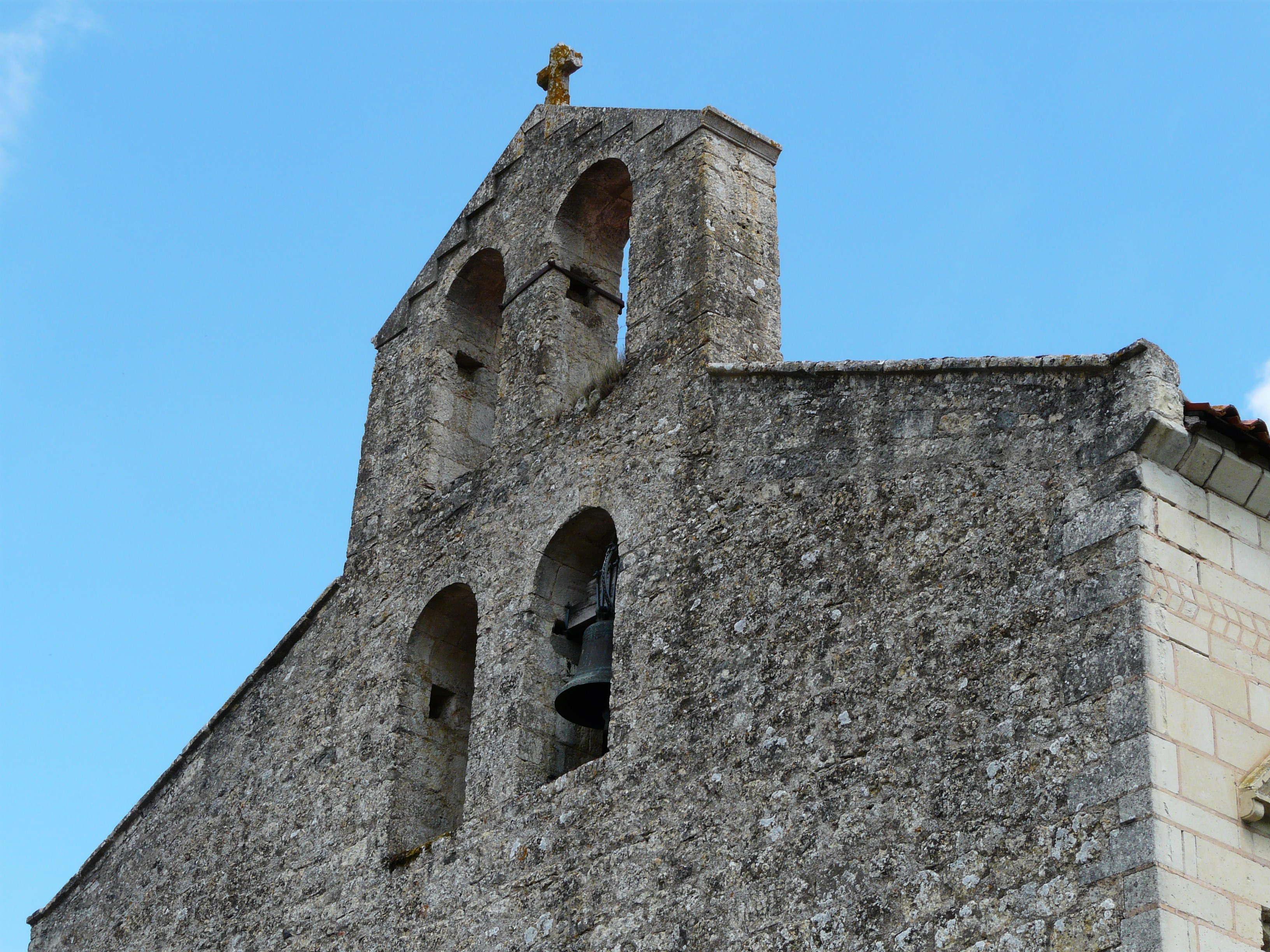
Die Westfassade der ehemaligen Prioratskirche von Saint-Généroux ist – mit Ausnahme des Glockengiebels – vollkommen schmucklos.

Die ehemalige Prioratskirche Prieuré de Saint-Généroux gehörte zum Besitz des nur sieben Kilometer östlich gelegenen Mutterklosters Saint-Jouin-de-Marnes und gilt – noch vor der Kirche Notre-Dame de Champdeniers – als einer der ältesten erhaltenen Kirchenbauten im Poitou. Während der Französischen Revolution wurde der Kirchenbau die – viel zu große – Pfarrkirche des kleinen Ortes. Seit 1846 ist die Kirche als Monument historique eingestuft.

## Baugeschichte
Erbaut wurde die erste Kirche – der Überlieferung zufolge – über dem Grab des Mönchs Generosus, der im 9. Jahrhundert das Kloster Saint-Jouin verlassen und sich als Einsiedler in die Waldeinsamkeit zurückgezogen hatte; seine Reliquien werden bis auf den heutigen Tag in der Region verehrt. Im 12. Jahrhundert wurde der Chorbereich in Teilen erneuert. Bei zwei Kampagnen in der Mitte und gegen Ende des 19. Jahrhunderts wurde der Bau – vor allem im Äußeren – komplett restauriert; dabei wurde auch der Glockengiebel rekonstruiert.

## Architektur

### Fassade und Außenwände
Die völlig schmucklose Westfassade hat ein kleines Portal und ein Fenster – beide ohne Gewände und Archivolten. In einem zweibogigen Glockengiebel, der eigenartigerweise um eine weitere doppelte Bogenstellung nach unten erweitert ist, findet sich heute die einzige Glocke der Kirche. Ob dieser Zustand dem Originalzustand entspricht oder den Restaurierungsmaßnahmen des 19. Jahrhunderts zu verdanken ist, ist nicht mehr bekannt. Die Außenwände des Langhauses sind jedenfalls – vor allem in der oberen Zone – stark überarbeitet worden und haben mit dem ursprünglichen bzw. überlieferten Zustand nichts mehr gemein.

### Langhaus

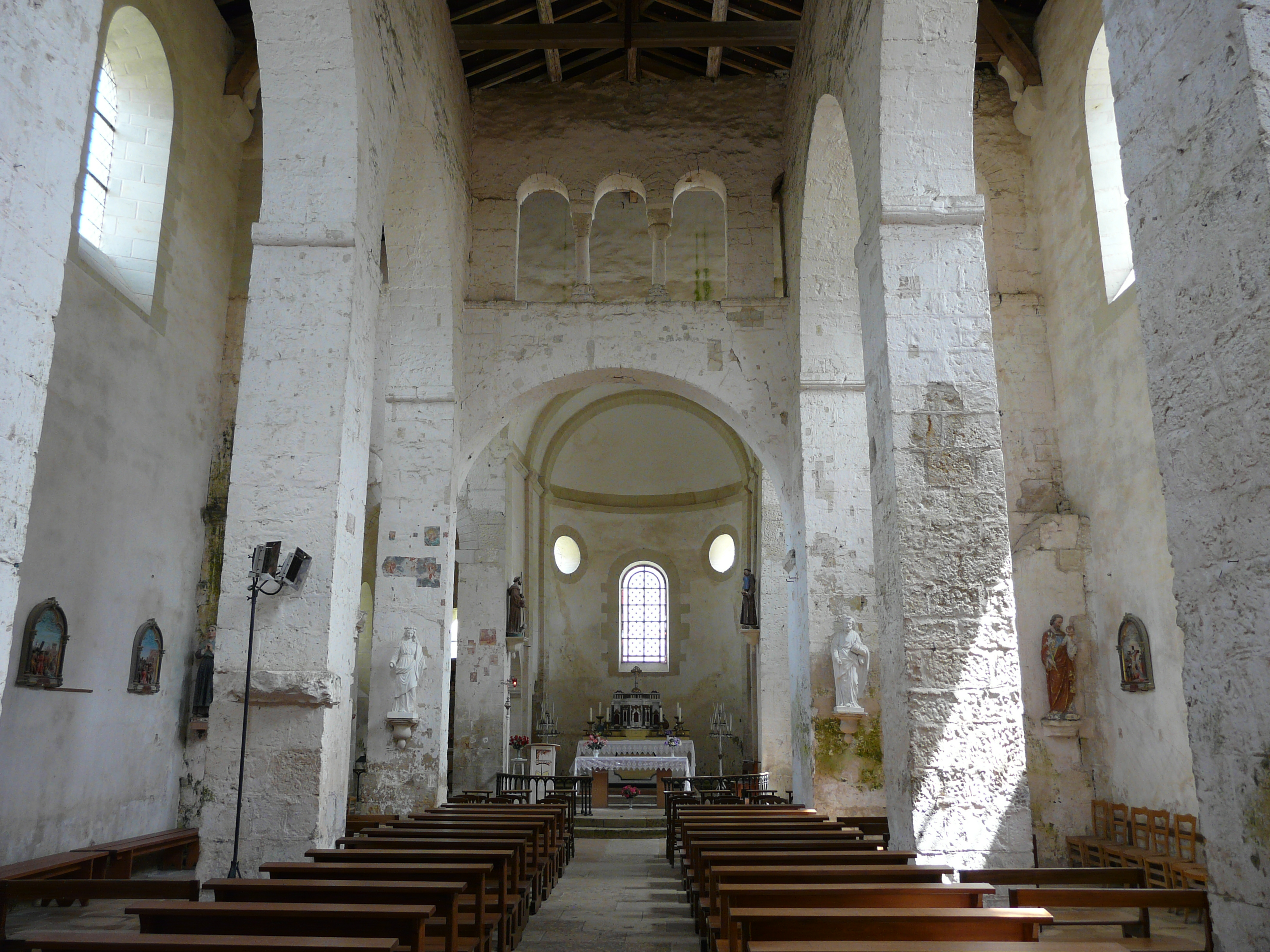
Saint-Généroux – Langhaus

Das Langhaus der Kirche mit seinen hochgelegenen Seitenfenstern und einem offenen hölzernen Dachstuhl gilt einigen Forschern als bedeutendes und nahezu einziges Beispiel spätkarolingischer Architektur im Poitou: Ursprünglich handelt es sich – ihrer Meinung zufolge – um einen großen einschiffigen und ungewölbten Saalbau mit einer querliegenden dreibogigen Arkadenstellung vor dem Chorbereich, die im oberen Bereich nochmals durch kleinere Arkaden geöffnet ist. Im 11. und 12. Jahrhundert seien im Innern Pfeilerarkaden ohne Kapitelle – aber dafür mit schlichten Kämpferplatten – hinzugefügt worden, um das Aussehen eines basilikalen, 3-schiffigen Bauwerks zu erreichen.
Andere Forscher sind dagegen der Ansicht, dass der gesamte Bau mit Ausnahme der großen und gewölbten Chorkapellen eher dem frühen 11. Jahrhundert zugerechnet werden müsse.

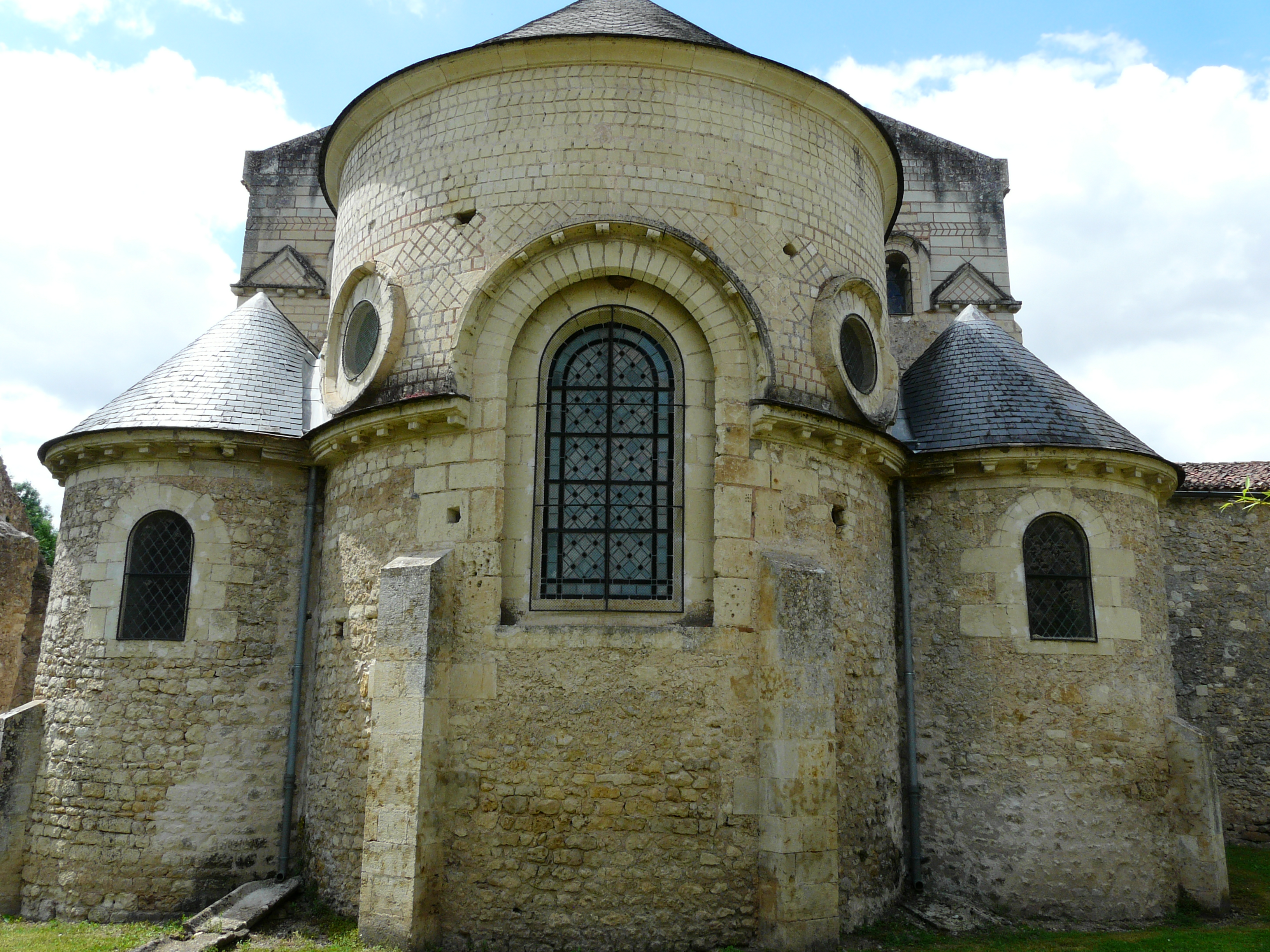
Saint-Généroux – Chorhaupt

### Chorhaupt
Die heutige Choranlage entstammt zweifellos dem 12. Jahrhundert. Sie besteht aus einer Art Querhaus mit drei eingewölbten Apsiden, von denen die mittlere stärker gestreckt und gegenüber den beiden anderen erhöht ist – außerdem ist ihre Wand im unteren Bereich durch zwei halbhohe Strebepfeiler stabilisiert. Jede der drei Apsiden hat ein Ostfenster; die äußeren Apsiden verfügen jeweils zusätzlich über ein seitliches Fenster. Die Mittelapsis hat stattdessen zwei kleine Rundfenster (oculi), die in der Zeit der Romanik bzw. der Frühgotik eher selten anzutreffen sind – möglicherweise sind sie in der Renaissance bzw. im Barock oder aber im 19. Jahrhundert hinzugefügt worden. Wie bei vielen Kirchen im Poitou fehlt ein alles überragender Vierungsturm.